# Чудновский район
Чу́дновский райо́н (укр. Чуднівський район) — упразднённая административная единица на юго-западе Житомирской области Украины. Административный центр — город Чуднов.

## География
Площадь — 1037 км².
Основные реки — Тетерев.

## История
28 ноября 1957 года к Чудновскому району был присоединён Янушпольский район. Упразднён 30 декабря 1962 года, восстановлен 8 декабря 1966 года.
17 июля 2020 года район окончательно ликвидирован и присоединён к Житомирскому.

## Демография
Население района составляет 43,2 тыс. человек (данные 2005 года), в том числе в городских условиях проживают около 15 тыс. Всего насчитывается 59 населённых пунктов.